# Bitwa pod Łomżą (VII 1920)

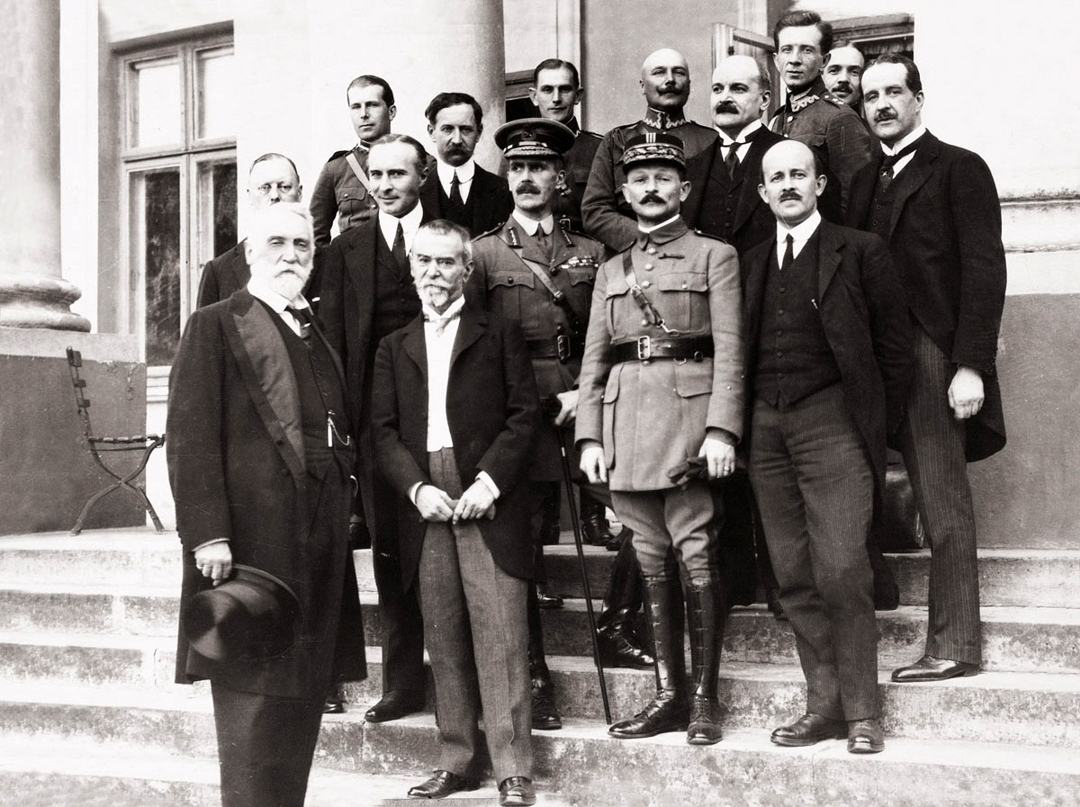
Misja aliancka w Polsce - gen. Maxime Weygand drugi z prawej w pierwszym rzędzie; sierpień 1920

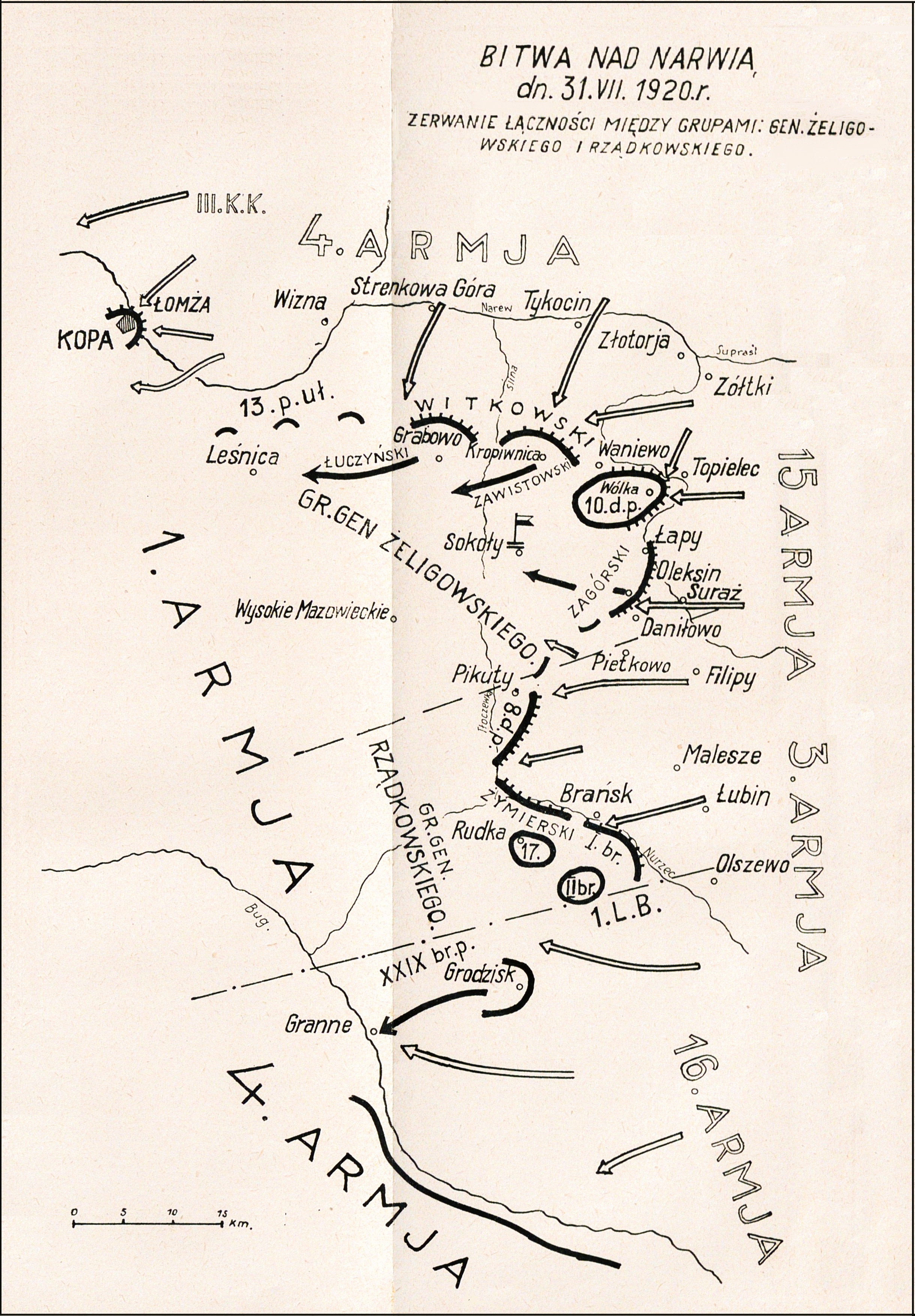
Generał Lucjan Żeligowski, Wojna w roku 1920 – wspomnienia i rozważania

Bitwa pod Łomżą – walki grupy ppłk. Andrzeja Kopy z oddziałami sowieckiego 3 Korpusu Kawalerii i 12 Dywizji Strzelców w czasie lipcowej ofensywy Frontu Zachodniego Michaiła Tuchaczewskiego podczas wojny polsko-bolszewickiej.

## Położenie ogólne wojsk
W pierwszej dekadzie lipca przełamany został front polski nad Autą, a wojska Frontu Północno-Wschodniego gen. Stanisława Szeptyckiego cofały się pod naporem ofensywy Michaiła Tuchaczewskiego.
Naczelne Dowództwo Wojska Polskiego nakazało powstrzymanie wojsk sowieckiego Frontu Zachodniego na linii dawnych okopów niemieckich z okresu I wojny światowej.
Sytuacja operacyjna, a szczególnie upadek Wilna i obejście pozycji polskich od północy, wymusiła dalszy odwrót wojsk polskich.
1 Armia gen. Gustawa Zygadłowicza cofała się nad Niemen, 4 Armia nad Szczarę, a Grupa Poleska na Kanał Ogińskiego i Pińsk.
Obrona wojsk polskich na linii Niemna i Szczary również nie spełniła oczekiwań. W walce z przeciwnikiem oddziały polskie poniosły duże straty i zbyt wcześnie zaczęły wycofanie na linię Bugu.
W końcu lipca Front Północno-Wschodni znajdował się w odwrocie na linię Bugu i Narwi. Grupa gen. Władysława Junga została zepchnięta za Narew, a grupa gen. Daniela Konarzewskiego stała między Prużaną a Berezą Kartuską. Między obiema grupami, podległymi 4 Armii, wytworzyła się kilkudziesięciokilometrowa luka, w którą wtargnęły sowieckie 25 i 17 Dywizja Strzelców. Po obu stronach linii kolejowej Łuniniec – Brześć cofała się Grupa Poleska gen. Władysława Sikorskiego. Odwrót wojsk gen. Sikorskiego nie był wymuszony działaniami przeciwnika, ale wydarzeniami na północnym odcinku frontu.
Plan polskiego Naczelnego Dowództwa zakładał, że 1. i 4 Armia oraz Grupa Poleska do 5 sierpnia będą bronić linii Narew – Orlanka oraz Leśna – Brześć i w ten sposób umożliwią przygotowanie kontrofensywy z rejonu Brześcia na lewe skrzydło wojsk Frontu Zachodniego Michaiła Tuchaczewskiego. Rozstrzygającą operację na linii Bug, Ostrołęka, Omulew doradzał też gen. Maxime Weygand.
28 lipca Front Północno-Wschodni był nadal w odwrocie. 1 Armia opuściła Białystok i wycofała się na linię Narwi. Na lewym skrzydle polskiego frontu sowiecki III Korpus Kawalerii Gaja Gaja nadal parł na zachód, dochodząc aż pod Łomżę. Zagrożone zostało zarówno skrzydło jak i tyły 1 Armii. W tym czasie zarówno dowódca armii jak i dowódca frontu nie posiadali znaczących odwodów operacyjnych.

## Walki pod Łomżą

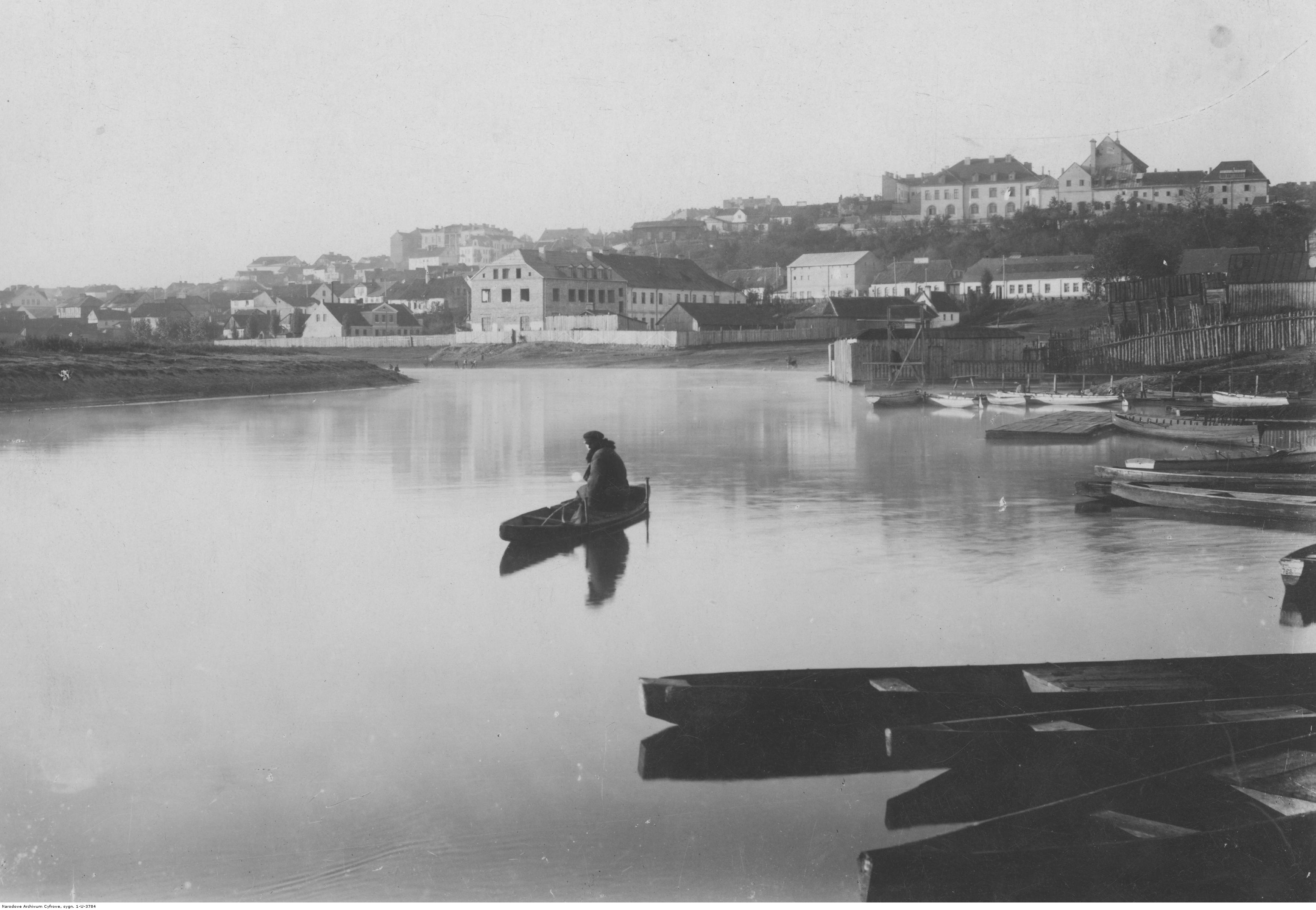
Łomża. Panorama miasta - widok od strony Narwi.

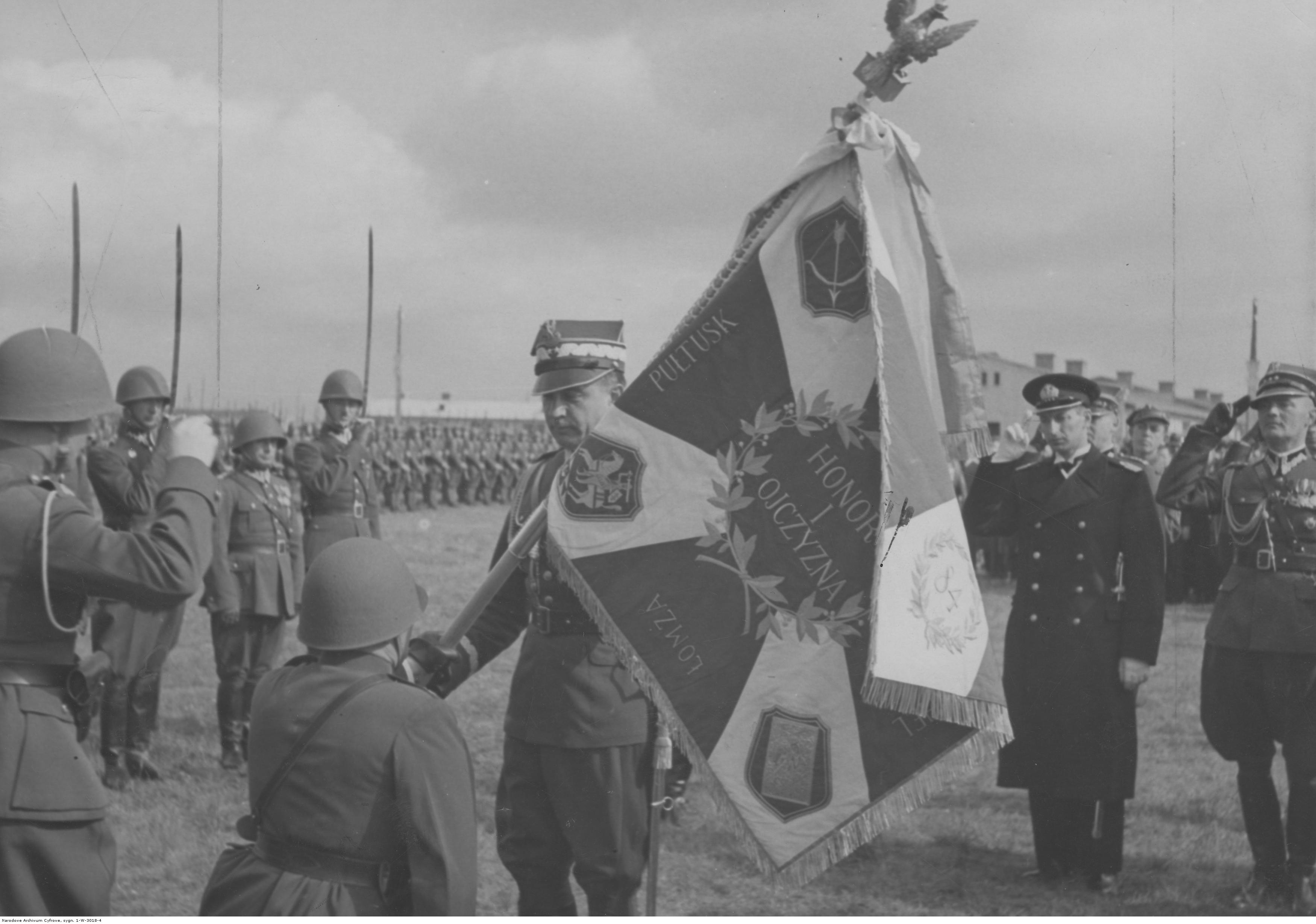
Walki pod Łomżą 84 pp (101 pp w roku 1920) zostały upamiętnione na jego sztandarze. Gen. Kasprzycki wręcza sztandar od społeczeństwa Polesia; 1936

23 lipca Grupa ppłk. Andrzeja Kopy w składzie 101 pułk piechoty, dywizjon szkolny artylerii z Poznania i szwadron 16 pułku ułanów skierowana została na linię Grajewo – Osowiec – Wizna. Tam, wspólnie z oddziałami strzelców granicznych płk. Władysława Obucha-Woszczatyńskiego, osłaniać miała lewe skrzydło 1 Armii gen. Franciszka  Latinika.
28 lipca 101 pułk piechoty stoczył zwycięską potyczkę z oddziałami sowieckiej 15 Dywizji Kawalerii pod Jedwabnem.
Jednak wobec upadku Osowca i przegranej bitwy pod Białymstokiem, grupa ppłk. Kopy rozpoczęła odwrót w kierunku na Łomżę i o świcie następnego dnia zajęła wschodnie forty Twierdzy Łomża.
W tej sytuacji taktycznej dotychczasowa załoga Łomży podporządkowana została ppłk. Andrzejowi Kopie. Od tej pory dysponował on swoją macierzystą grupą, batalionem zapasowym 33 pułku piechoty i oddziałem ochotników. W sumie zgrupowanie obronne liczyło około 2400 żołnierzy i 8 dział.
W południe pod Łomżę podeszła kawaleria 3 Korpusu Kawalerii Gaja Gaja, wspierana przez cztery baterie artylerii, i z marszu zaatakowała wschodnie forty.
Atak spieszonej kawalerii wywołał popłoch w szeregach batalionu 33 pułku piechoty. Nieobyci w walkach rekruci opuścili fort nr III i przez most na Narwi uciekli do centrum miasta. Podobnie zachował się oddział ochotników, który bronić miał fortu nr I.
30 lipca Naczelne Dowództwo Wojska Polskiego utworzyło z wojsk walczących w rejonie Łomży nową grupę operacyjną. Dowództwo nad nią objął gen. Jan Wroczyński, a w jej skład weszły: wzmocniona lidzkim pułkiem strzelców oraz zapasowym V/157 pułku piechoty Grupa ppłk. Kopy, 8 Brygada Jazdy i oddziały strzelców granicznych płk. Władysława Obucha-Woszczatyńskiego. Zadaniem nowo sformowanej grupy operacyjnej było uderzenie w kierunku Osowca i we współdziałaniu z lewym skrzydłem 1 Armii wyjść na linię Wizna – Osowiec – Grajewo.
W tym też dniu i Sowieci przegrupowali siły. Dowódca sowieckiej 4 Armii Aleksandr Szuwajew nakazał dowódcy korpusu kawalerii blokować miasto częścią sił, sforsować Narew pod Nowogrodem i obejść Łomżę od zachodu. Atak frontalny miała zrealizować 12 Dywizja Strzelców.
31 lipca Gaj przerzucił główne siły korpusu na północ od Nowogrodu, pozostawiając pod Łomżą jedną brygadę 15 Dywizji Kawalerii.
Sytuacji tej nie wykorzystała strona polska. Brak w tym dniu na stanowisku dowodzenia dowódcy grupy gen. Wroczyńskiego skutkował brakiem decyzji do natarcia na tak osłabionego przeciwnika.
Rano 1 sierpnia oddziały sowieckiej 10 Dywizji Kawalerii opanowały słabo broniony Nowogród i jedną kolumną ruszyły na Łomżę od północnego zachodu, a drugą na Miastkowo, z zamiarem przecięcia komunikacji między Łomżą i Ostrołęką. W tym czasie siły główne 15 Dywizji Kawalerii przeprawiły się przez Narew w rejonie Nowogrodu.
Naprzeciw zagrażającej Łomży sowieckiej 10 Dywizji Kawalerii wysłany został w dwóch kolumnach lidzki pułk strzelców; pierwsza maszerowała na Nowogród, a druga na Ostrołękę. Przed fortem nr IV strzelcy lidzcy starli się z sowieckim 11 putiłowskim robotniczym pułkiem konnym i w zaciętej walce zmusili go do odwrotu. W tym samym czasie dowódca grupy gen. Wroczyński skierował na Nowogród świeżo przybyły na front III batalion 205 ochotniczego pułku piechoty. Batalion zajął Nowogród i wyszedł na tyły 10 Dywizji Kawalerii. Jednak koncentryczny kontratak oddziałów 10 i 15 Dywizji Kawalerii wyrzucił go z miasta. Na jego obrzeżach batalion połączył się ze spieszącym mu z pomocą II/205 pp. Jednak w walce z sowiecką kawalerią oba bataliony poniosły wysokie straty i w nieładzie cofały się do Ostrołęki, a sowiecka 10 Dywizja Kawalerii wznowiła natarcie na Łomżę.
W tym też dniu od wschodu pod Łomżę podeszła sowiecka piechota. 35 Brygada Strzelców z 12 DS uderzyła na forty nr II i III. Ataki te, za cenę wysokich strat, odparto.
Późnym wieczorem ppłk Andrzej Kopa nakazał opuszczenie fortów wschodnich i przeniesienie obrony na lewy brzeg Narwi.
2 sierpnia Sowieci uderzyli na miasto z trzech stron: od wschodu nacierała 35 Brygada Strzelców, od południowego wschodu 36 Brygada Strzelców, a od zachodu 10 Dywizja Kawalerii.
Obrońcy nie mieli już odwodów. II i III bataliony 101 pułku piechoty kilkakrotnie kontratakowały „na bagnety”, spychając sowieckie oddziały z powrotem za Narew.
Około 18.00 polska obrona zaczęła pękać. Pod naporem pododdziałów sowieckiej 36 Brygady Strzelców broniący fortu nr V batalion 157 pułku piechoty w nieładzie wycofał się do rejonu koszar. Tu dowódca grupy ppłk Kopa, wespół z dowódcą I/101 pułku piechoty, jeszcze raz zmotywowali żołnierzy do działania. Ci zawrócili i, właściwie dowodzeni, odbili utracony fort.
Jednak miastu w każdej chwili groziło całkowite okrążenie, a wysłany na wzmocnienie załogi Łomży 35 pułk piechoty uwikłał się w walki w rejonie Mężenina. Dowódca obrony miasta ppłk Andrzej Kopa zdecydował się na opuszczenie zarówno fortów jak i miasta. Oddziały polskie opuściły Łomżę w nocy z 2 na 3 sierpnia, nie niepokojone przez nieprzyjaciela.
Rano 3 sierpnia grupa ppłk. Andrzeja Kopy ześrodkowała się w Śniadowie.

Komunikaty prasowe Sztabu Generalnego z przełomu lipca i sierpnia 1920 donosiły:
- (29 lipca) Na północnem skrzydle naszego frontu nieprzyjaciel przedostał się do Osowca. Silne patrole jego, wysłane w kierunku Łomży i Wizny, zostały przez nasze oddziały rozpędzone.
- (30 lipca) Korpus jazdy bolszewickiej przesuwa się w ogólnym przez Osowiec na południo-zachód. Przednie jego straże zostały odrzucone pod Łomżą przez nasze oddziały.
- (2 sierpnia) W rejonie Nowogrodu i Łomży ataki przeciwnika znacznie osłabły. Nasze oddziały regularne i ochotnicze nacierają tu na kawalerię i piechotę nieprzyjacielską.
- (3 sierpnia) Załoga fortów Łomży odpiera po bohatersku wszystkie ataki bolszewickie.
- (4 sierpnia) […] na południe aż do Ostrowa walki z nieprzyjacielem, który się przedostał przez Narew pod Łomżą.

Marszałek Józef Piłsudski tak opisywał sytuację w pierwszych dniach sierpnia 1920 roku:

2 sierpnia wróciłem z Chełma do Warszawy. Znalazłem ją w znacznie trwożniejszym nastroju, niż ją zostawiłem przy odjeździe. Istotnie, ostatnia rzeczna przegroda, osłaniająca Warszawę od północy i wschodu – Narew, była prawie w posiadaniu nieprzyjaciela. Już nazajutrz padła Łomża i cała 1-sza nasza armja cofała się ku stolicy. Na Bugu stały jeszcze w gorącej walce wojska naszej 4-ej armji i grupy poleskiej. Lewe skrzydło tej armji było już silnie zagięte wzdłuż Bugu ku zachodowi, wobec posuwania się naprzód 15-ej i dużej części 3-ej armji sowieckiej. Dalej ku południowi, też na Bug, w stronę Chełma, Hrubieszowa i Sokala cofały się dobrowolnie z mego rozkazu 3-cia i części 2-ej naszej armji...